# West Bradenton
West Bradenton is een plaats (census-designated place) in de Amerikaanse staat Florida, en valt bestuurlijk gezien onder Manatee County.

## Demografie
Bij de volkstelling in 2000 werd het aantal inwoners vastgesteld op 4444.

## Geografie
Volgens het United States Census Bureau beslaat de plaats een oppervlakte van
3,7 km², waarvan 3,5 km² land en 0,2 km² water.

## Plaatsen in de nabije omgeving
Nabijgelegen woonplaatsen:
- Bayshore Gardens
- Bradenton
- Cortez
- Memphis
- Palmetto
- Samoset
- South Bradenton
- West Samoset